# غوستافو فرنانديز
غوستافو فرنانديز (بالإسبانية: Gustavo Fernández)‏ (مواليد 16 فبراير 1952) هو لاعب كرة قدم. يلعب مع منتخب الأوروغواي لكرة القدم. سبق له أن لعب في كأس العالم لكرة القدم مع منتخب بلاده.

## روابط خارجية
- غوستافو فرنانديز على موقع الاتحاد الأوربي (الإنجليزية)
- غوستافو فرنانديز على موقع قاعدة بيانات كرة القدم.إي يو (الإنجليزية)
- غوستافو فرنانديز على موقع ناشيونال فوتبول تيمز (الإنجليزية)
- غوستافو فرنانديز على موقع عالم كرة القدم.نت (الإنجليزية)